# Mu Leporis
Mu Leporis (5 Leporis) é uma estrela na direção da constelação de Lepus. Possui uma ascensão reta de 05h 12m 55.87s e uma declinação de −16° 12′ 19.5″. Sua magnitude aparente é igual a 3.29. Considerando sua distância de 184 anos-luz em relação à Terra, sua magnitude absoluta é igual a −0.47. Pertence à classe espectral B9IV: HgMn. É uma estrela variável α² Canum Venaticorum.